# Эйдус, Язеп
Язеп (Иосиф Аронович) Эйдус (латыш. Jāzeps Eiduss; 1916 — 2004) — советский и латвийский ученый-физик и педагог, кандидат физико-математических наук (1965), хабилитированный доктор наук (1996), профессор (1989) (также соросовский профессор — 1994, в дальнейшем — эмерит), honoris causa (1994), почётный член Биркбек-колледжа при Лондонском университете.

## Биография
Родился в еврейской семье. С 1920 жил в Лиепае, затем в Риге. В 1934 арестован за участие в коммунистическом подполье, осуждён на 4 года каторжных работ и получил запрет возращаться на учёбу в университет «на 99 лет». Отбыв наказание, в 1938 уехал в Англию. В июле 1941 окончил физический факультет Биркбек-колледжа. Осенью 1941 прибыл на британском военном транспортном корабл в СССР, добровольцем ушёл на фронт, участвовал в битве под Москвой. Готовился к заброске в качестве радиста в отряд красных латвийских партизан, но внезапно был отозван в распоряжение ЦК КП Латвии. В 1943–1944 работал переводчиком и диктором в Латышской редакции Всесоюзного радио. В декабре 1944 вернулся в Ригу и до 1996 работал на физико-математическом факультете Латвийского университета, с перерывом в 1952–1956, когда был репрессирован. Объявленный английским шпионом, он тогда был выслан на угольные разработки в Хальмер-Ю. Является автором около 200 научных трудов. Похоронен на кладбище Райниса.

## Публикации
- Строение и спектры 5-нитрофуранов : Автореферат диссертации на соискание учёной степени кандидата физико-математических наук. 1965.[4]